# Rivière Blanche (rivière Noire)
Pour les articles homonymes, voir Rivière Blanche.
Ne doit pas être confondu avec la Rivière Blanche (rivière Etchemin) qui coule également dans la municipalité de Saint-Magloire.
La rivière Blanche (anglais : White River) est un affluent de la rivière Noire (rivière Daaquam), coulant entièrement dans la municipalité de Saint-Magloire, dans la municipalité régionale de comté (MRC) Les Etchemins, dans la région administrative de Chaudière-Appalaches, au Sud dans la province de Québec, au Canada.
La rivière Blanche coule surtout en zones forestières et quelques agricoles en passant à l’Ouest du village de Saint-Magloire.
Le bassin versant de la rivière Blanche est desservi par la route 281, ainsi que les rangs Saint-Hilaire Nord et Sud, le rang Saint-Armand, le rang Saint-Léon et le rang Saint-Cyrille.

## Géographie
La « rivière Blanche » prend sa source d’un ruisseau de montagne dans les Monts Notre-Dame, sur le versant Sud-Est des montagnes de la partie Nord de Saint-Magloire, lesquelles s’étirent vers le Nord-Est. Plus précisément, cette source est située à :
- 0,6 km au Sud-Est de la limite Sud-Est de la municipalité de Saint-Philémon ;
- 7,1 km au Nord-Ouest du centre du village de Saint-Magloire ;
- 3,4 km au Sud-Est du centre du hameau de Saint-Philémon-Sud ;
- 9,4 km au Sud-Est du centre du village de Saint-Philémon ;
- 2,8 km au Sud du sommet de la Montagne du Sixième (altitude : 783 m) lequel est situé dans la partie Sud de Saint-Philémon (MRC de Bellechasse).

À partir de sa source, la « rivière Blanche » coule sur 11,6 km selon les segments suivants :
- 4,4 km vers le Sud-Est, en dévalant la montagne, jusqu'au rang Saint-Hilaire Sud ;
- 2,3 km vers le Sud-Est, jusqu'au chemin du rang Saint-Armand ;
- 0,3 km vers le Sud-Est, jusqu’à un ruisseau (venant du Nord) ;
- 1,9 km vers le Sud-Est, jusqu'à la route 281 qu’elle coupe à 1,4 km au Nord-Ouest du centre du village de Saint-Magloire ;
- 0,1 km vers le Sud-Ouest, jusqu'au ruisseau Brisson (venant du Nord-Ouest) ;
- 2,5 km vers le Sud, jusqu’au pont du rang Saint-Léon ;
- 0,1 km vers le Sud-Est, jusqu’à la confluence de la rivière[2].

La « rivière Blanche » se déverse dans un coude de rivière sur la rive Nord de la rivière Noire (rivière Daaquam). Cette confluence est située à :
- 1,3 km au Sud-Ouest du centre du village de Saint-Magloire ;
- 21,4 km au Nord-Ouest de la frontière canado-américaine ;
- 10,1 km au Nord-Ouest du centre du village de Saint-Camille-de-Lellis.

À partir de la confluence de la rivière Blanche, la rivière Noire (rivière Daaquam) coule vers le Sud-Est jusqu’à la rive Nord de la rivière Daaquam. Le courant de la rivière Daaquam coule vers le Nord-Est jusqu'à la rivière Saint-Jean Nord-Ouest laquelle coule vers l'est jusqu'au fleuve Saint-Jean. Ce dernier coule vers l'Est et le Nord-Est en traversant le Maine, puis vers l'Est et le Sud-Est en traversant le Nouveau-Brunswick.

## Toponymie
Le toponyme "rivière Blanche" a été officialisé le 18 février 1977 à la Commission de toponymie du Québec.

## Liste des ponts
| Traverses  | Photo | Municipalité(s) | Année de construction | Route                  | Longueur | Type de pont                              |
| ---------- | ----- | --------------- | --------------------- | ---------------------- | -------- | ----------------------------------------- |
| Ponceau    |       | Saint-Magloire  |                       | Rang Saint-Hilaire Sud |          |                                           |
| Ponceau    |       | Saint-Magloire  |                       | Rang Saint-Armand      |          |                                           |
| Pont 11833 |       | Saint-Magloire  | 2008                  | Route 281              | 20,8 m   | Pont à portique en béton armé             |
| Pont 01015 |       | Saint-Magloire  | 1930                  | Rang Saint-Cyrille     | 15,0 m   | Pont à poutres en acier enrobées de béton |